# Климчук, Борис Петрович
Борис Петрович Климчук (укр. Борис Петрович Клімчук; 18 марта 1951, Волошки, Волынская область — 2 сентября 2014, Берлин) — украинский государственный деятель, председатель Волынской областной государственной администрации (1995—2002 и 2010—2014).

## Биография
Родился 18 марта 1951 года в селе Волошки Ковельского района Волынской области.

### Образование
В 1974 году окончил Харьковский государственный университет им. М.Горького по специальности «географ, преподаватель географии». В 1998 году окончил Харьковскую национальную юридическую академию им. Ярослава Мудрого по специальности «юрист».

### Трудовая деятельность
В 1974 году работал учителем Острожской школы-интерната (Ровненская область), с 1975 по 1990 год — учитель географии в школах г. Ковеля. С январь по июнь 1982 года — инженер завода «Ковельсельмаш».

### Политическая деятельность
- В 1990—1992 годах — заместитель председателя Ковельского горисполкома,
- В 1992—1998 годах — председатель Волынского областного совета,
- С 7 июля 1995 по 12 июня 2002 года — глава Волынской областной государственной администрации[1][2]; сразу же после избрания Леонида Кучмы Президентом Украины Борис Климчук выразил свою лояльность новоизбранному Президенту,
- С 12 июня 2002 по 21 февраля 2004 года — советник Президента Украины Леонида Кучмы[3][4],
- С 11 февраля 2004 по 15 марта 2008 года — Чрезвычайный и Полномочный Посол Украины в Литовской Республике[5][6],
- С 15 апреля 2008 по 8 апреля 2010 года — Чрезвычайный и Полномочный Посол Украины в Республике Азербайджан[7][8],
- С 26 марта 2010 по 5 февраля 2014 года — председатель Волынской областной государственной администрации[9].

5 февраля 2014 года указом Президента Украины № 56/2014 уволен с должности во время акций протеста.

### Взгляды и мнения
Климчук полагал, что в первое десятилетие независимости Украины национальная экономика начала развиваться по новым правилам. Он лично встречался с руководителями различных предприятий, разрабатывая вместе с ними направления деятельности и способы их реализации на основе анализа состояния дел на предприятиях хозяйственного комплекса Волынской области. По его инициативе в области начали работу временные комиссии по вопросам обеспечения своевременной выплаты заработной платы, а также были созданы рабочие группы по вопросам убыточности предприятий и невыплаты денег сотрудникам. Он считал, что реформы — это экзамен для управленцев, и гордился тем, что на Волыни к началу 2000-х годов были приватизированы 15 предприятий и создано более пятисот фермерских хозяйств.

### Смерть
Умер 2 сентября 2014 года в Берлине после тяжёлой болезни, где находился на лечении.
Похоронен в селе Воля-Любитовская рядом с могилами родителей.

## Награды и звания
- Отличник народного образования УССР (1984), СССР (1990)
- Почëтное отличие Президента Украины (1996)
- Орден князя Ярослава Мудрого V степени[13], полный кавалер ордена «За заслуги».
- Командор ордена «За заслуги перед Литвой» (13 ноября 2006 года, Литва)[14].